# Pokémon Unite
Pokémon UNITE é um jogo eletrônico gratuito de batalha multijogador online (MOBA), desenvolvido pela TiMi Studios e publicado pela The Pokémon Company, anunciado na Pokémon Presents em 2020 e lançado em 2021.

## Jogabilidade
Pokémon UNITE é um jogo de arena de batalha multijogador online com partidas que consistem em duas equipes de cinco jogadores. O mapa do jogo é dividido em duas metades, com vários pontos de controle cada. Os jogadores marcam pontos para sua equipe derrotando Pokémon "selvagens" de IA (referido como captura no jogo) e movem-se em direção a um dos pontos de controle para marcar "gols". Cada partida é limitada no tempo e o time com a maior pontuação total no final de cada partida vence o jogo. Os jogadores começam cada jogo controlando Pokémon não evoluídos de baixo nível, que podem aumentar seu nível e obter acesso a novos movimentos de combate à medida que vence as batalhas. A eficácia do tipo, uma característica comum em jogos Pokémon, está ausente do Pokémon UNITE. Por outro lado, o jogo inclui uma mecânica "Unite move" exclusiva para cada personagem Pokémon.
Mais de 20 Pokémon jogáveis foram oficialmente revelados ou encontrados nas versões de teste beta do jogo. Atualmente, o jogo possui mais de 50 Pokémon jogáveis.

## Desenvolvimento
Os planos para um jogo Pokémon sendo desenvolvido por uma empresa de jogo eletrônico chinesa remontam a 2004, com uma ideia para um MMO Pokémon a ser desenvolvido pela iQue foi revelada durante o vazamento de dados da Nintendo em 2020. Um beta fechado para o jogo foi lançado, inicialmente apenas na China.
A empresa japonesa The Pokémon Company anunciou o Unite em uma apresentação da Pokémon Presents em 24 de junho de 2020, que estava em desenvolvimento pela TiMi Studios.
Em fevereiro de 2021, a The Pokémon Company anunciou um teste beta fechado programado para ser lançado no Canadá em março de 2021 exclusivamente para usuários de smartphones Android. Está confirmado que o jogo terá jogabilidade multiplataforma entre o Nintendo Switch e dispositivos móveis.
O Unite foi lançado em 21 de julho de 2021 para o console Nintendo Switch e em 22 de setembro para os sistemas Android e iOS.